# Luigi Cerretti
Luigi Cerretti (Modena, 1º novembre 1738 – Pavia, 4 marzo 1808) è stato un poeta, scrittore e politico italiano.

## Biografia
Fu professore di Storia all'università di Modena dal 1772 al 1778, anno in cui passò alla cattedra di Eloquenza fino al 1796. Successivamente fu nominato presidente dell'Accademia di belle arti e nel 1804 successe a Vincenzo Monti alla cattedra di Eloquenza all'Università degli Studi di Pavia, che tenne fino alla morte.
Fu ministro della Repubblica Cisalpina.
Autore di scritti teorici (Istituzioni di eloquenza e Delle vicende del buongusto) e di traduzioni dal greco e dal latino di autori classici, tenta vari generi, dalla novella di gusto preromantico alla tragedia, dalla canzonetta erotica all'ode sepolcrale ma le sue migliori prove vanno cercate fra le rime neoclassiche, ispirate soprattutto a Ludovico Savioli (Poesie, 1799).